# Гай-Грущанський
Гай-Грущанський (пол. Gaj Gruszczański) — село в Польщі, у гміні Радечниця Замойського повіту Люблінського воєводства.
Населення — 189 осіб (2011).
У 1975-1998 роках село належало до Замойського воєводства.

## Демографія
Демографічна структура станом на 31 березня 2011 року:
|          | Загалом | Допрацездатний вік | Працездатний вік | Постпрацездатний вік |
| -------- | ------- | ------------------ | ---------------- | -------------------- |
| Чоловіки | 90      | 22                 | 53               | 15                   |
| Жінки    | 99      | 13                 | 53               | 33                   |
| Разом    | 189     | 35                 | 106              | 48                   |